# Sriram Chandra Bhanj Deo
Sriram Chandra Bhanj Deo (Baripada, 17 dicembre 1870 – Calcutta, 22 febbraio 1912) è stato un principe indiano.
Fu Maharaja di Mayurbhanj dal 1882 al 1912.

## Biografia

### I primi anni
Sriram Candra Bhanj Deo aveva sette anni quando suo padre, il maharaja Krishna Chandra Bhanj Deo, morì; il giovane principe gli succedette al trono il 29 maggio 1882, venendo sottoposto ad una commissione di reggenza guidata da funzionari coloniali inglesi sino alla sua maggiore età; poi ottenne i pieni poteri dal 15 agosto 1892. Gli affari di stato rimasero comunque sempre legati a sua madre.

### Il regno

#### Amministrazione
Come sovrano, Sriram lavorò per sviluppare lo stato di Mayurbhanj e migliorare la vita dei suoi sudditi, ottenendo il loro appoggio. Costituì un consiglio di stato per l'amministrazione del regno attraverso ministri fidati che avevano il compito di individuare le esigenze amministrative.
Durante il suo regno venne migliorarato il processo di estrazione del ferro dalle miniere della zona, in particolare da quelle di Gorumahisani. Nel 1903 aprì la ferrovia da Rupsa a Baripada, nota col nome di Mayurbhanj State Railway. Furono realizzate 474 miglia di strade carrozzabili per connettere la capitale, Baripada, con gli altri villaggi della regione. Nel 1905 costituì il consiglio cittadino per la capitale. Avviò inoltre una scuola d'inglese, una stamperia di stato, ospedali e un ricovero per lebbrosi.
Nominò Mohini Mohan Dhar suo Dewan (primo ministro), mentre Gopabandhu Das fu suo consulente legale.

#### Arte e cultura
Sriram fu un patrono delle arti e della cultura, patrocinò lo sviluppo della danza Chhau di Orissa, detta anche "danza della guerra", e la portò a Calcutta con un gruppo di danzatori nel 1912, alla presenza di re Giorgio V del Regno Unito, che rimase impressionato dalla bellezza e dallo splendore dei costumi.
Fu inoltre profondo conoscitore e patrocinatore della lingua Odia presiedendo il primo simposio sull'argomento di Utkal Samilani il 3 dicembre 1903.

#### Architettura
Nel 1892, ampliò il palazzo reale di Mayurbhanj che aveva in tutto 126 stanze. Il fronte del palazzo venne ricostruito nel 1908 basandosi sulle forme di Buckingham Palace. Oggi il palazzo ospita due collegi, il Maharaja Purna Chandra College ed il Government Women's College.

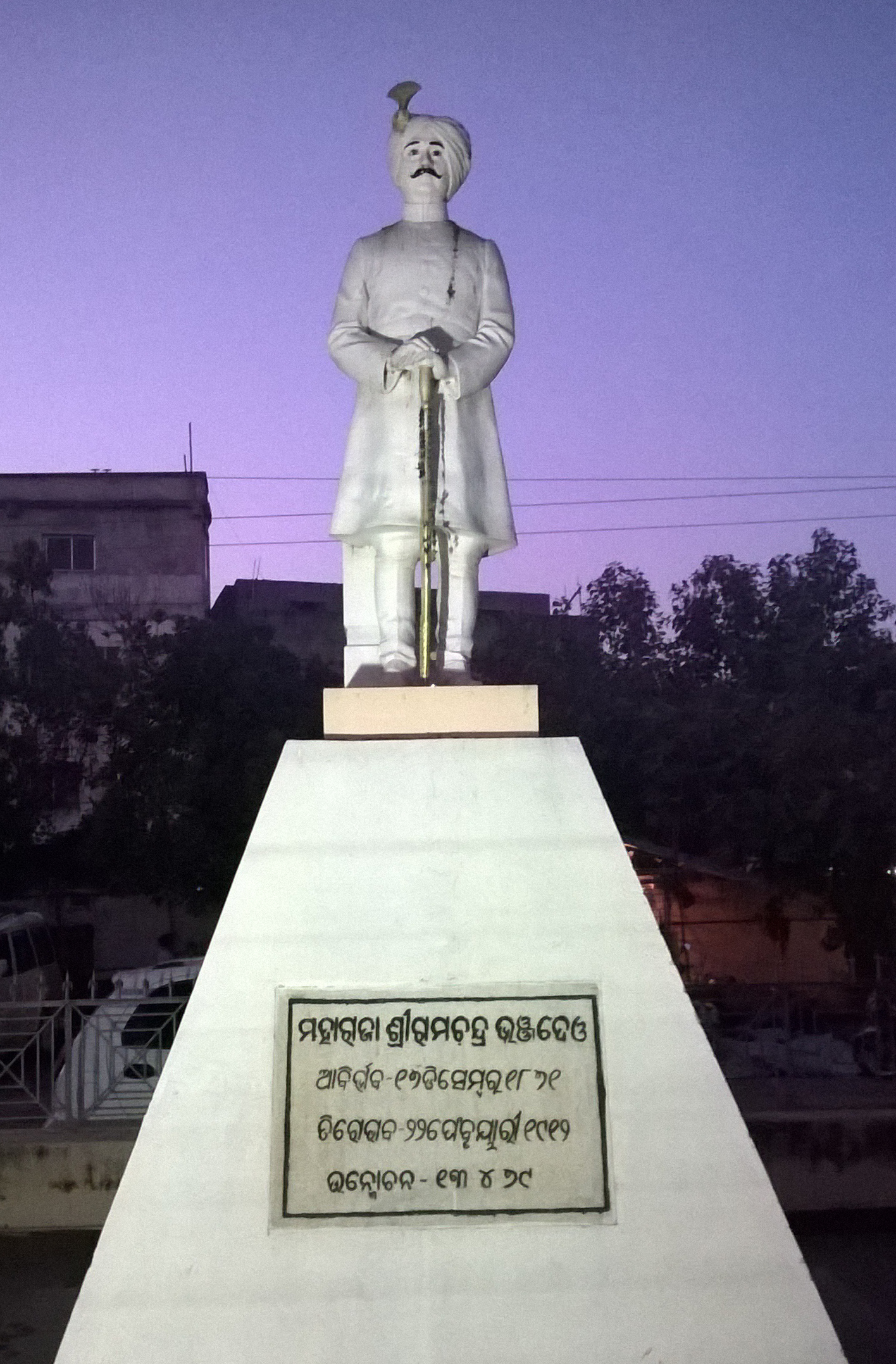
Statua di Sriram Chandra Bhanj Deo, maharaja di Mayurbhanj

### La morte
Il maharaja morì a causa di un incidente durante una battuta di caccia, quando venne accidentalmente ferito da un colpo di fucile sparato dal cognato (il fratello di sua moglie Sucharu Devi). La ferita, grave, venne curata a Calcutta, ma il sovrano morì poco dopo.

## Matrimoni e figli
Sposò in prime nozze la principessa Lakshmi Kumari Devi, figlia di uno zamindar di Panchkot, nel Bengala, che  morì nel 1902. Nel 1904 si risposò con la principessa Sucharu Devi, figlia del maharshi Keshub Chandra Sen. Dal primo matrimonio ebbe due figli, Purna Chandra Bhanj Deo e Pratap Chandra Bhanj Deo. Dal secondo matrimonio nacquero un figlio, Dhrubendra Chandra Bhanj Deo e due figlie.